# ریحانه طباطبایی
ریحانه طباطبایی فعال سیاسی اصلاح‌طلب، روزنامه‌نگار است. او به یک سال زندان و دو سال محرومیت از عضویت در احزاب، گروها، دسته‌جات سیاسی و فعالیت در رسانه‌ها و فضای مجازی محکوم شد و از دی ۱۳۹۴ در بند زنان زندان اوین بود و اتهام او تبلیغ علیه نظام اعلام شد.
ریحانه طباطبایی در زمستان سال ۱۳۹۱ و در جریان بازداشت گسترده روزنامه‌نگاران در ایران هم به زندان افتاده بود و همچنین در سال‌های ۸۹ و ۹۳ هم زندانی شده بود. او در مجموع طی ۸ سال گذشته ۴ بار زندانی شده‌است.
ریحانه طباطبایی سابقه کار در مجلات چلچراغ و ایران فردا، شبکه خبری سینا و روزنامه‌هایی چون فرهیختگان، کلمه سبز، بهار و شرق را دارد.
ریحانه طباطبایی روزنامه‌نگار اصلاح‌طلب و از اعضای حزب اتحاد ملت ایران اسلامی پس از پایان دوران محکومیت خود و یک سال حبس آزاد شد.